# Artère interventriculaire antérieure
Pour les articles homonymes, voir IVA.
L'artère interventriculaire antérieure (ou IVA en abrégé) est une artère du cœur: c'est  une des deux branches terminales de bifurcation de l'artère coronaire gauche.

## Origine
L'artère interventriculaire antérieure est, avec le rameau circonflexe, une des deux branches de bifurcation de l'artère coronaire gauche,  La bifurcation se réalisant entre le tronc pulmonaire et l'oreillette gauche.

## Trajet
L'artère interventriculaire antérieure descend dans le sillon interventriculaire antérieur et se termine dans le sillon interventriculaire postérieur après avoir contourné le bord inférieur du cœur.
On lui distingue trois segments :
- un segment proximal entre son origine et le premier rameau septal,
- un segment moyen entre le premier rameau septal et le deuxième rameau diagonal,
- un segment distal après le deuxième rameau diagonal.

## Branches collatérales
La première branche collatérale de l'artère interventriculaire antérieure est le rameau du cône artériel de l'artère coronaire gauche qui contribue à la vascularisation du cône artériel.
Puis suivent les rameaux interventriculaires septaux qui irriguent les deux tiers antérieurs du septum interventriculaire et deux à quatre rameaux diagonaux vascularisant la paroi antéro-latérale du ventricule gauche.

### Variations anatomiques
Parfois, la première diagonale est haut située et issue directement de l'artère coronaire gauche transformant la bifurcation en trifurcation 

## Aspect clinique

### Exploration
Les méthodes d'évaluations sont celles des artères coronaires. Elle peut être visualisée directement lors d'un scanner coronaire ou d'une coronarographie.
Les conséquences d'un rétrécissement de l'artère peuvent être évaluées par une scintigraphie myocardique à l'effort ou sous dipyridamole, ou par une échographie de stress. la paroi concernée est alors la paroi antérieure ou antéro-septale du ventricule gauche, pouvant aller jusqu'à la pointe (paroi apicale).

### Pathologie
Son rétrécissement peut être responsable d'une angine de poitrine. Son occlusion est responsable d'un infarctus du myocarde de localisation antérieure. Si cette occlusion est proximale, l'infarctus peut concerner une partie importante du muscle cardiaque avec un risque vital important. Le pronostic est en particulier plus mauvais qu'une atteinte isolé d'une autre artère coronaire.

### Traitement
L'artère est accessible à une angioplastie coronaire ou à un pontage aorto-coronarien, idéalement par l'artère mammaire interne. La place des deux techniques reste discutée. Si l'atteinte coronarienne concerne la seule IVA, les deux techniques sont équivalentes en matière de résultats fonctionnels, de mortalité ou de complications. L'évolution est cependant plus pérenne lors d'un pontage, les patients pontés nécessitant moins une nouvelle intervention (pontage ou angioplastie) dans les suites, même à l'ère du stent actif.